# Haseul
Cho Haseul (hangul: 조하슬; nascida em 18 de agosto de 1997), mais conhecida por seu nome artístico HaSeul (hangul: 하슬) é uma cantora e dançarina sul-coreana. Ela é popularmente conhecida por ser integrante e líder do grupo feminino LOOΠΔ, da subunit LOOΠΔ 1/3 e atualmente integra o girl group ARTMS, ocupando a posição de vocalista principal. 

## Vida pessoal
Haseul nasceu em Suncheon, Coreia do Sul, em 18 de agosto de 1997. Na escola primária, HaSeul participou de um coral juvenil que despertou seu amor pelo canto. Como estudante, Haseul participou de um intercâmbio em Sydney, Austrália, por um mês. Em 2013, ela se mudou para o estado do Colorado, EUA, para morar com sua tia, se matriculando em um colégio na cidade durante aquele ano. Ao longo de sua estadia, assumiu o nome de Jane Cho. 
No início, Haseul enfrentou problemas devido ao seu inglês limitado e passava o tempo sozinha nos fins de semana. Ela se concentrou em aperfeiçoar sua pronúncia em inglês para que os outros pensassem que ela era mais proficiente no idioma do que realmente era. Ela também adquiriu sua carteira de motorista em algum momento.
Depois de retornar à Coreia do Sul, Haseul teve que ficar um ano a mais no ensino médio devido ao tempo que passou no exterior. Ela planejava continuar seus estudos e ir para a faculdade para estudar canto. Entretanto, esse plano mudou quando ela recebeu a proposta de se tornar uma artista da Blockberry Creative após participar de um concurso de canto. Ela foi aprovada na audição da empresa e se tornou trainee ao mesmo tempo que Yeojin e Choerry, no final de 2015.

## Estreia no girlgroupLOOΠΔ
Em 3 de dezembro, a estreia de Haseul foi anunciada por sua agência, Blockberry Creative, com o auto-intitulado single HaSeul, terceiro lançamento no projeto pre-debut do girl group sul-coreano LOOΠΔ. O EP foi lançado em 15 de dezembro de 2016 pela Blockberry Creative e distribuído pela CJ E&M. Ele contém duas faixas, seu solo "Let Me In" (conhecido em coreano como "Boy, Girl"), e uma colaboração entre ela, HyunJin e HeeJin, intitulado "The Carol". Ela teve quatro fansigns: dois por ela mesma (Incheon e Gimpo) e dois com HeeJin e HyunJin (ambos em Seul). Dois vídeos "100% Real Live" foram lançados para promover o single: em um HaSeul fazendo um cover de "The Starry Night" do LAYBACKSOUND , tendo tanto cantado e tocado violão; na outra, ela cantou, enquanto tocava um piano, uma pequena versão de sua música "Let Me In".

## Trabalhos mais recentes
Em 20 de junho, é anunciado que HaSeul assinou um contrato de agenciamento com a MODHAUS, juntando-se as integrantes do LOOΠΔ que também optaram por migrar para a empresa, formando o girl group ARTMS.
Em 5 de setembro, foi anunciado que HaSeul faria seu primeiro concerto solo, intitulado “HaSeul 1st Small Theatre Concert <HaSeul Music Studio 81.8Hz>”, onde foi revelado o seu primeiro single solo desde a sua estreia em 2016. Em 26 de outubro de 2023, o primeiro single digital de Haseul é lançado, intitulado "Plastic Candy". A faixa solo que foi revelada em seu primeiro show, demonstra o charme de HaSeul como vocalista. O single foi produzido por SWEETCH, que havia trabalhado com a subunidade LOONA 1/3 em “Sonatine (알 수 없는 비밀)” e a cantora de city-pop Choi HEART.
Em 9 de dezembro de 2024, o segundo single digital de HaSeul é lançado, intitulado como "Fragile Eyes". Para a divulgação de imprensa, a MODHAUS descreve a música como as emoções solitárias de um jovem adulto ao viver numa cidade fria. A faixa foi produzida por Ddodde, SWEETCH e U.je. Em 21 de dezembro, HaSeul apresentou o lançamento ao vivo no Show! MusicCore pelo canal MBC. No dia 29 de dezembro, pela organização da empresa MyMusicTaste, houve a sessão de autógrafos solo para os fãs que adquirissem o item "HaSeul <Fragile Eyes> Double Class Objekt" e fossem sorteados, sendo 20 presencialmente e 10 por videochamada.